# Baked in Brooklyn
Baked in Brooklyn es una película estadounidense de comedia, drama y crimen de 2016, dirigida por Rory Rooney, escrita por David Shapiro, musicalizada por Kenny Woods, en la fotografía estuvo Trevor Forrest y los protagonistas son Josh Brener, Alexandra Daddario y Paul Iacono, entre otros. El filme fue realizado por Red Crown Productions, Eight Trick Pony y Minerva Productions; se estrenó el 14 de octubre de 2016.

## Sinopsis
Un recién graduado universitario decide vender marihuana en las calles de Manhattan después de perder su trabajo en una empresa de consultoría. Pronto conoce a la persona que le gusta. Con una novia que no lo apoya, un aumento de clientela y las crecientes amenazas de ser atrapado o asesinado, pronto se da cuenta de que está muy por encima de sus posibilidades.